# Lenguas mixtecanas
Las lenguas mixtecanas son una subfamilia de las lenguas otomangueanas del centro y sureste de México, habladas en los estados de México, Puebla, Guerrero y Oaxaca. Desde el punto de vista lingüístico este grupo incluye tanto al mixteco, como al cuicateco, como al trique y probablemente también al amuzgo.

## Descripción

### Fonología
El proto-mixtecano fue reconstruido inicialmente por Longacre (1957) el inventario consonántico reconstruido viene dado por:
|             | Bilabial | Bilabial | Dental | Dental | Palatal | Palatal | Velar | Velar | Labiovelar | Labiovelar | Glotal | Glotal |
| ----------- | -------- | -------- | ------ | ------ | ------- | ------- | ----- | ----- | ---------- | ---------- | ------ | ------ |
| Nasal       | *m       | *m       | *n     | *n     | *ñ      | *ñ      |       |       |            |            |        |        |
| Oclusiva    |          |          | *t     | *d     |         |         | *k    | *g    | *kʷ        | *gʷ        | *ʔ     | *ʔ     |
| Fricativa   |          |          | *θ     | *θ     |         |         | *x    | *x    | *xʷ        | *xʷ        |        |        |
| Aproximante |          |          | *l     | *l     | *y      | *y      |       |       | *w         | *w         |        |        |

### Comparación léxica
Los numerales siguientes muestran las diferencias entre las lenguas mixtecanas y la divergencia entre las mismas:
| GLOSA    | Lenguas mixtecas | Lenguas mixtecas | Lenguas mixtecas | Lenguas mixtecas | Lenguas mixtecas | Lenguas mixtecas | Lenguas mixtecas | Lenguas mixtecas | Triqui  | Amuzgo     | Amuzgo   | PROTO- MIXTECANO |
| GLOSA    | Amoltepec        | S. Lucía         | S. Tlaxiaco      | Mixtepec         | Metlatónoc       | N. Tlaxiaco      | Peñasco          | Xayacatlán       | Copala  | Guerrero   | S. Pedro | PROTO- MIXTECANO |
| -------- | ---------------- | ---------------- | ---------------- | ---------------- | ---------------- | ---------------- | ---------------- | ---------------- | ------- | ---------- | -------- | ---------------- |
| 'uno'    | ĩ ĩ2             | ĩ`ː              | ɨ3ɨn3            | ĩ ĩ              | ĩː               | ĩ´ĩ´             | ʔī̃̄ĩ̄              | ĩ:               | ʔɔ²     | kwi2       | nkwi⁵    | *ʔŋkwi           |
| 'dos'    | uu2              | ūː               | u3wiʔ4           | ùvì              | ùvì              | úù               | ʔūù              | ʔui              | wih¹    | we4        | we¹      | *wi              |
| 'tres'   | u2ni2            | ūnì              | u3niʔ4           | ùnì              | ùnì              | ũ´nĩ̀             | ʔũ̄nĩ̀             | ʔũnĩ             | waʔnũh¹ | ndʲeː53    | n¹dʲe³   | *ʔni             |
| 'cuatro' | ku2mi21          | kṹũ̄              | ku4miʔ4          | kùmǐ             | kùmí             | kũ´ũ̀             | kũ̄ũ̀              | kũmi             | kɜ̃ʔɜ̃h¹³ | ɲe4kieː53  | ɲe¹nke³  | *kowĩ            |
| 'cinco'  | ũ2ʔũ2            | ũ ̀ʔũ ̀            | uʔ3unʔ4          | ũ ̀ʔũ ̀            | ũ ̀ʔũ ̀            | ũ´ʔũ`            | ʔũ̄ʔũ̀             | ũʔũ              | ʔũʔ¹    | ʔom4       | ʔon¹     | *ʔom             |
| 'seis'   | i2ɲu2            | ìɲù              | i4ɲuʔ4           | ìɲù              | ìɲù              | ĩ´yũ`            | ʔĩ̄ɲù             | ĩɲũ              | watɜ̃ʔ¹  | yom4       | yon¹     | *yom             |
| 'siete'  | u2ʦa2            | ūhʲà             | u3ʃaʔ4           | ùʦà              | ùhà              | úhà              | ʔūxɑ̀             | usa              | ʧih²    | ntʲ4kieːʔ3 | n¹tʲkeʔ³ | *kʲaʔ (?)        |
| 'ocho'   | u2ɲa2            | ūná              | u4naʔ4           | ùnà              | ùnà              | ũ´nã̀             | ʔũ̄nɑ̃̀             | ũnã              | tũh²    | ɲẽː52      | n¹ɲe³    | *ñe              |
| 'nueve'  | ĩ1ĩ1             | ĩ ̄ː              | ɨ4ɨnʔ4           | ĩ `ĩ `           | ĩ ĩ`             | ĩ´ĩ`             | ʔĩ̄ì              | ĩ´:              | ũː²     | ɲʲẽː52     | n¹ɲhe³   | ʔɨ̃               |
| 'diez'   | u2ʦi2            | ūhì              | u4xiʔ4           | ùʦì              | ùhì              | úʃì              | ʔūʂì             | uʃi              | ʧiʔ²    | ki4        | nki¹     | *ki              |

En la tabla anterior los números denotan tonos, un número solo es un tono de nivel y dos números juntos un tono de contorno (los niveles van del más alto "1" al más bajo "3" o "4"). Para las lenguas mixtecas también se han empleado diacríticos sobre las vocales para marcar los tonos. En general la tabla usa el AFI como transcripción con dos excepciones: /y/ = AFI //j/ y  /ñ/ = AFI //ɲ/.